# Пулидо, Алан
А́лан Пули́до Исаги́рре (исп. Alan Pulido Izaguirre; 8 марта 1991, Сьюдад-Виктория, Тамаулипас, Мексика) — мексиканский футболист, нападающий клуба «Спортинг Канзас-Сити» и сборной Мексики. Участник чемпионата мира 2014 года.

## Клубная карьера
Пулидо — выпускник футбольной академии «УАНЛ Тигрес». В молодёжную команду его перевел тренер Даниэль Гусман осенью 2009 года. В том же году Алан принял участие в двух матчах Североамериканской Суперлиги, против «Чивас США» и «Сан-Луиса», а его команда стала победителем турнира.
28 февраля 2010 года в матче против «Монаркас Морелия» Пулидо дебютировал в Премьере в возрасте 18 лет. Неделю спустя в поединке против «Индиос» Алан уже к 34-й минуте получил две желтые карточки и покинул поле. Осенью 2010 года в команду пришёл бразильский тренер Рикардо Ферретти и он предоставил Пулидо несколько шансов закрепиться в основе. В сезоне Аперутуры 2011/12 Алан стал чемпионом в составе «Тигреса», но 15 из сыгранных матчей, нападающий лишь раз вышел в основе.
3 февраля 2012 года в ответном матче за право участвовать в Кубке Либертадорес Пулидо сделал «дубль» чилийской команде «Унион Эспаньола». В том же месяце The Mirror, опубликовала интерес тренера «Манчестер Юнайтед» Алекса Фергюссона к молодому нападающему «Тигреса». В том же году Алан помог клубу выиграть чемпионат Мексики.
В начале 2015 года Пулидо перешёл в греческий «Левадиакос». 9 марта в матче против «Платаниаса» он дебютировал в греческой Суперлиге. В этом же поединке Алан забил свой первый гол за новый клуб. Летом того же года Пулидо перешёл в «Олимпиакос». 28 октября в матче Кубка Греции против «Платаниаса» он дебютировал за клуб из Пирея, заменив во втором тайме Альвреда Финнбогасона. 18 февраля 2016 года в поединке против «Платаниаса» Алан дебютировал за «Олимпиакос» в чемпионате, заменив во втором тайме Фелипе Пардо. 23 января в поединке против «Ксанти» он забил свой первый гол за клуб. В том же сезоне Пулидо стал чемпионом Греции.
Летом 2016 года Пулидо вернулся на родину, подписав контракт с «Гвадалахарой». Сумма трансфера составила 17 млн евро, что стало рекордом для клуба. В матче против «Чьяпас» Алан дебютировал за новую команду. 17 сентября в поединке против «Толуки» он забил свой первый гол за «Гвадалахару». В 2017 году Пулидо помог клубу выиграть чемпионат. В 2018 году Алан помог выиграть Лигу чемпионов КОНКАКАФ, забив голы в матчах против канадского «Торонто» и доминиканского «Сибао».
10 декабря 2019 года Пулидо перешёл в клуб MLS «Спортинг Канзас-Сити», подписав четырёхлетний контракт по правилу назначенного игрока. Стоимость трансфера стала рекордной для клуба, составив примерно $9,5 млн. Свой дебют в главной лиге США, 29 февраля 2020 года в матче стартового тура сезона против «Ванкувер Уайткэпс», он отметил голом. По итогам сезона 2020 он номинировался на звание новоприбывшего игрока года в MLS. Пулидо пропустил весь сезон 2022 из-за травмы колена. В июне 2023 года он забил шесть голов и отдал одну голевую передачу в пяти матчах, за что был назван игроком месяца в MLS. 14 сентября 2023 года Пулидо подписал со «Спортингом Канзас-Сити» новый контракт по правилу назначенного игрока до конца сезона 2026.

## Международная карьера
В 2011 году Пулидо в составе молодёжной сборной Мексики стал победителем молодёжного чемпионата КОНКАКАФ в Гватемале. На турнире он сыграл в матчах против команд Кубы, Канады, Коста-Рики, Тринидада и Тобаго и Панамы. В поединках против кубинце и тринидадцев Алан забил три гола. Летом того же года Пулидо завоевал бронзовые медали молодёжного чемпионата мира в Колумбии. На турнире он сыграл в матчах против команд Аргентины, Северной Кореи, Камеруна, Колумбии и Бразилии.
В том же году Алан в составе основной сборной Мексики принял участие в Кубке Америки, проходившем в Аргентине. Тренер мексиканцев Луис Фернандо Тене вызвал в команду в основном молодых игроков, так как основные футболисты были задействованы в играх Золотого кубка КОНКАКАФ 2011. На турнире Пулидо был запасным и на поле не вышел.
В 2012 году Алан в составе олимпийской национальной команды принимал участие в отборочных матчах к Олимпийским играм в Лондоне. Пулидо сделал хет-трик в матче против сборной Гондураса, а также по разу огорчил сборные Канады и Тринидада и Тобаго. Мексиканцы завоевали право участвовать в Олимпиаде, а Алан стал лучшим бомбардиром соревнования.
В том же году в составе молодёжной команды Мексики, Пулидо выиграл международный турнир в Тулоне, где забил один гол, в финальном поединке против молодёжной сборной Турции.
29 января 2014 года в товарищеском матче против сборной Южной Кореи Пулидо дебютировал за сборную Мексики. В этой же встрече он сделал хет-трик, забив первые мячи за национальную команду. В мае он был включён в список сборной на поездку на чемпионат мира в Бразилию. На турнире он был запасным и на поле не вышел.
Пулидо был включён в заявку сборной Мексики на Золотой кубок КОНКАКАФ 2017, однако в последнем контрольном матче перед турниром, со сборной Парагвая, сломал плечевую кость и выбыл из состава.
Пулидо был включён в состав сборной Мексики на Золотой кубок КОНКАКАФ 2021.

### Голы за сборную Мексики (до 23)
| #   | Дата          | Место            | Противник         | Счёт | Результат | Соревнование                       |
| --- | ------------- | ---------------- | ----------------- | ---- | --------- | ---------------------------------- |
| 01. | 23 марта 2012 | Карсон, США      | Тринидад и Тобаго | 0:1  | 1:7       | Олимпийский отборочный турнир 2012 |
| 02. | 25 марта 2012 | Карсон, США      | Гондурас          | 1:0  | 3:0       | Олимпийский отборочный турнир 2012 |
| 03. | 25 марта 2012 | Карсон, США      | Гондурас          | 2:0  | 3:0       | Олимпийский отборочный турнир 2012 |
| 04. | 25 марта 2012 | Карсон, США      | Гондурас          | 3:0  | 3:0       | Олимпийский отборочный турнир 2012 |
| 05. | 31 марта 2012 | Канзас-Сити, США | Канада            | 2:0  | 3:1       | Олимпийский отборочный турнир 2012 |
| 06. | 1 июня 2012   | Йер, Франция     | Турция            | 0:3  | 0:3       | Турнир в Тулоне 2012               |

### Голы за сборную Мексики
| #  | Дата           | Место                                       | Противник        | Счёт | Результат | Соревнование      |
| -- | -------------- | ------------------------------------------- | ---------------- | ---- | --------- | ----------------- |
| 1. | 29 января 2014 | Аламодоум, Сан-Антонио, США                 | Республика Корея | 2:0  | 4:0       | Товарищеский матч |
| 2. | 29 января 2014 | Аламодоум, Сан-Антонио, США                 | Республика Корея | 3:0  | 4:0       |                   |
| 3. | 29 января 2014 | Аламодоум, Сан-Антонио, США                 | Республика Корея | 4:0  | 4:0       |                   |
| 4. | 3 апреля 2014  | Юниверсити оф Финикс Стэдиум, Глендейл, США | США              | 2:2  | 2:2       | Товарищеский матч |
| 5. | 9 февраля 2017 | Сэм Бойд Стэдиум, Уитни, США                | Исландия         | 1:0  | 1:0       | Товарищеский матч |

## Похищение
29 мая 2016 года Пулидо был захвачен по пути домой с вечеринки. Его машине перегородили дорогу несколько автомобилей, откуда выскочили люди в масках и увели Алана с собой, не тронув его подругу. Власти города, где произошёл инцидент, пытались определить местонахождение похищенного игрока, однако он вышел на связь сам. По данным портала Proceso, Пулидо оставили под охраной одного из похитителей. Футболист напал на стражника, ухитрился выхватить у того пистолет и выстрелить в преступника. Затем через разбитое окно он покинул дом, где его держали, и по отобранному у стражника мобильному телефону вызвал полицию. Алан поблагодарил Бога за подаренную ему «новую жизнь», а также выразил признательность переживавшим за его судьбу болельщикам.

## Достижения
Командные
 УАНЛ Тигрес
- Победитель Североамериканской суперлиги — 2009
- Чемпион Мексики — Апертура 2011
- Обладатель Кубка Мексики — Клаусура 2014

 Олимпиакос (Пирей)
- Чемпион Греции — 2015/16

 «Гвадлахара»
- Чемпион Мексики — Клаусура 2017
- Победитель Лиги чемпионов КОНКАКАФ — 2018

 Мексика (до 20)
- Молодёжный чемпионат КОНКАКАФ — 2011
- Молодёжный чемпионат мира — 2011
- Турнир в Тулоне — 2012

Личные
- Лучший бомбардир олимпийского отборочного турнира — 2012 (5 мячей)
- Игрок месяца в MLS: июнь 2023